# Parafia Matki Boskiej Nieustającej Pomocy w Hucie Mińskiej
Parafia Matki Boskiej Nieustającej Pomocy w Hucie Mińskiej – parafia rzymskokatolicka należąca do dekanatu mińskiego - Narodzenia NMP, diecezji warszawsko-praskiej, metropolii warszawskiej Kościoła katolickiego. W parafii posługują księża diecezjalni.
Od 1 sierpnia 2015 proboszczem parafii jest ks. Wojciech Pancewicz.

## Zasięg parafii
Do parafii należą wierni z następujących miejscowości: Augustynka, Borysowszczyzna, Chmielew, Chochół, Cielechowizna, Gliniak, Grabina, Huta Mińska, Iłówiec, Kluki (część), Marianka, Mikanów, Prusy, Tartak, Wólka Iłówiecka.